# Kukówka (Kobylasz)
Kukówka (dodatkowa nazwa w j. kaszub. Kùkòwkô') – osada wsi Kobylasz w Polsce, położona w województwie pomorskim, w powiecie wejherowskim, w gminie Linia. Wchodzi w skład sołectwa Kobylasz.
W latach 1975–1998 osada administracyjnie należała do województwa gdańskiego.